# Bardas
Bardas, en grec medieval Βάρδας, mort el 21 d'abril de l'any 866, va ser un noble de l'Imperi Romà d'Orient i ministre d'alt rang. Com a germà de l'emperadriu Teodora, va obtenir un alt càrrec amb l'emperador Teòfil (r. 829-842). Després de la mort de Teòfil va ser apartat del poder per Teodora i Teoctist, un alt funcionari. El 855 va organitzar l'assassinat de Teoctist i es va convertir en regent del seu nebot, Miquel III l'Embriac (r. 842-867). Va ser nomenat cèsar, i tenia el govern efectiu de l'Imperi Romà d'Orient que va mantenir durant deu anys, un període de grans èxits militars, una activitat diplomàtica i missionera eficaç i un renaixement intel·lectual que va anunciar el Renaixement macedoni. Va ser assassinat el 866 per ordre del nou favorit de Miquel III Basili I el Macedoni, que un any després usurparia el tron per a ell mateix i instal·laria la seva pròpia dinastia a l'imperi.

## Biografia

### Primers anys
Bardas era fill del drungari Marí i de Teoctista Florina i era el germà gran de l'emperadriu Teodora, l'esposa de l'emperador Teòfil, i germà també de Petrones. Teòfanes continuat parla d'unes altres tres germanes, Maria, Sofia i Irene. La família era d'origen armeni i s'havia establert a Paflagònia. Alguns genealogistes moderns han suggerit un vincle de la família de Bardas amb el clan noble armeni dels Mamiconis, però les fonts antigues no en diuen res.
El 837, Teòfil el va elevar al rang de patrici i el va enviar junt amb el general Teòfob a una campanya contra els abascis, un poble escita, però els romans d'Orient van ser derrotats. Amb la mort de Teòfil, el seu fill Miquel III l'Embriac va ascendir al tron. Com que només tenia dos anys, es va constituir un consell de regència dirigit per Teodora, Bardas i el seu germà Petrones, i el seu parent Sergi Nicetiata, també n'era membre, però va ser el logoteta Teoctist qui va ser promocionat ràpidament com a conseller principal de Teodora. Bardas encara va tenir un paper actiu en el primer temps de la regència, encoratjant Teodora a abandonar l'Iconoclàstia i a participar en el procés que va comportar la deposició del patriarca proiconoclasta Joan el Gramàtic i la restauració de la veneració de les icones l'any 843. Teoctist es va enemistar amb Bardas segons Simeó Metafrastes, que diu que culpava Bardas de les desercions provocades per la derrota de l'exèrcit a la batalla de Mauropòtamos contra els abbàssides el 844, tot i que Teocist mateix havia dirigit l'atac. Com a resultat d'aquestes acusacions, Bardas es va exiliar de Constantinoble per un període no determinat.
Després de l'exili de Bardas i de la mort de Sergi Nicetiata, Teoctist va governar la cort al costat de Teodora durant una dècada. El 855, Miquel III va complir quinze anys i va arribar així a l'edat de poder casar-se. La seva mare i Teoctist van organitzar una tria de núvies i van seleccionar a Eudòxia Decapolitissa com a esposa, sense tenir en compte la preferència de Miquel per la seva amant Eudòxia Inguerina. Bardas va fer servir el ressentiment de Miquel per la manera en què va ser tractat i va començar a conspirar amb ell contra la regència. Amb el suport de l'emperador, Bardas va ser autoritzat a tornar a la capital i, el 20 de novembre del 855, Teoctist va ser assassinat. Això va ser possible per una ordre directa de l'emperador, ja que es diu que Bardas volia usar un sistema més «elegant» per eliminar el seu rival.

## Ascens i caiguda
Amb la mort de Teoctist la regència s'havia d'acabar. A principis del 856, Miquel va assumir el poder imperial i el 857 Teodora es va veure obligada a retirar-se al Monestir de Gastria. Però com que l'emperador estava més interessat en els plaers de la cort i en la seva continuada relació amb Eudòxia Inguerina, Bardas es va convertir en el regent de facto de l'imperi. Cap al 858 va ser ascendit a les màximes funcions de l'estat (magistros, canicleios i Domèstic de les escoles). També va ser nomenat Curopalata, segons Simeó Metafrastes. Això va succeir després d'un intent fallit d'assassinar-lo dirigit per Teodora, i finalment, el 22 (o el 26) d'abril del 862, va ser nomenat Cèsar. Petrones, el seu germà, també va sorgir de l'anonimat en aquell moment, convertint-se en estrateg del tema dels Tracesis, des d'on va encapçalar una sèrie d'atacs amb èxit contra els abbàssides.
Encara que fonts posteriors són crítiques amb Bardas, ja que el descriuen com a vanitós, avar i ansiós de poder, tothom li reconeix les seves capacitats d'administrador. Bardas va fundar l'Escola de Magnaura amb càtedres de filosofia, gramàtica, astronomia i matemàtiques, va recolzar acadèmics com Lleó de Tessalònica i va promoure les activitats missioneres de Ciril i Metodi a la Gran Moràvia. També va obtenir diversos èxits contra els àrabs a l'Orient, que van culminar en la decisiva batalla del Lalacaont el 863, i va imposar la cristianització de Bulgària per part de missioners romans d'Orient. La Pàtria de Constantinoble, una col·lecció de textos romans d'Orient sobre la història i els monuments de Constantinoble, també el lloa per la seva activitat constructiva, però a part d'una església dedicada a Sant Demetri fora de la ciutat, la majoria dels edificis que se li atribuïen eren probablement obra de Basili I el Macedoni (r. 867-886).
El 858, Bardas va deposar el patriarca Ignasi de Constantinoble i va nomenar al seu lloc Foci, ben educat però laic, al seu lloc. Les cròniques posteriors recullen que Ignasi I havia exclòs Bardas de la comunió perquè mantenia una relació incestuosa amb una de les seves nores, però el veritable motiu de la deposició d'Ignasi era probablement el rebuig acèrrim del patriarca a tonsurar a l'emperadriu Teodora en contra de la seva voluntat, tal com exigia Bardas. L'elevació irregular de Foci va provocar que el papa Nicolau I es negués a reconèixer-ho. Tot això agreujat per les disputes entre Roma i Constantinoble per les seves activitats missioneres i de jurisdicció sobre Moràvia i Bulgària, per la qual cosa les relacions amb el papat es mantenien tenses.
Malgrat la seva gran autoritat, el control de Bardas sobre el seu nebot no era absolut. Després que aconseguís convèncer-lo per acomiadar el seu antic paracemomen Damià, Miquel va designar al càrrec, no un dels protegits de Bardas, sinó el seu company favorit, el despietat ambiciós Basili el Macedoni. La posició de Bardas es va debilitar més a principis del 866, quan Miquel es va assabentar que Eudòxia Inguerina estava embarassada del futur emperador Lleó VI el Filòsof. Fins aleshores Bardas era l'hereu natural al tron (ja que era cèsar) si li passava alguna cosa a l'emperador, però ara Miquel tenia un hereu directe. En lloc de divorciar-se de la seva dona i casar-se amb la seva amant, Miquel va casar Eudòxia Inguerina amb Basil el Macedoni, que es va divorciar abans de la seva pròpia esposa. A la primavera del mateix any, Bardas va organitzar una expedició a gran escala contra la fortalesa sarraïna de l'Emirat de Creta. Acompanyat de Miquel, Basili i la cort, Bardas va anar cap a Milet, on s'havia reunit l'exèrcit. El 21 d'abril de 866, Basil el va fer assassinar, aparentment per haver muntat un complot contra l'emperador. La campanya es va abandonar mentre Miquel i Basil tornaven a Constantinoble, on Miquel va adoptar el seu amic i el va convertir en coemperador. El setembre del 867, Basil també va assassinar Miquel III, posant fi a la Dinastia amoriana i inaugurant el període de la Dinastia macedònia.

### Família
Bardas es va casar dues vegades. De la seva primera esposa de nom desconegut que devia morir abans del 855, va tenir un fill anomenat Antígon, una filla anomenada Irene, un fill sense nom i una altra filla que es va casar amb el logoteta Simbatios (encara que aquesta filla podria ser Irene). Al voltant del 855, Bardas es va casar per segona vegada amb Teodòsia, però es va divorciar d'aquesta esposa el 862. Dels fills de Bardas, Antígon va ser nomenat domèstic de les escoles mentre encara era un noi i ocupava el càrrec quan el seu pare va ser assassinat. Se sap poc sobre l'altre fill, només que el 858 se'l va casar amb l'amant del seu pare, que Bardas havia rebutjat per casar-se amb Teodòsia, i va ser nomenat monostrategos ('general') dels temes europeus de l'imperi. La quarta filla de Bardas es va casar amb els patrici i logoteta Simbatios, que va participar en la trama per assassinar Bardas, amb l'esperança de succeir-lo. Es va revoltar quan Basil es va convertir en coemperador, però va ser derrotat, mutilat i exiliat.